# مايكل ماكمانوس (ممثل)
مايكل ماكمانوس هو كاتب سيناريو وممثل كندي، ولد في 15 أبريل 1962 بلندن في كندا.

## أعمال

### أفلام
- (1982) أرواح شريرة[3]
- (1998) مافيا!

## وصلات خارجية
- مايكل ماكمانوس على موقع IMDb (الإنجليزية)
- مايكل ماكمانوس على موقع أول موفي (الإنجليزية)
- مايكل ماكمانوس على موقع قاعدة بيانات الفيلم (الإنجليزية)